# Burchan Chaldun
Burchan Chaldun je hora v pohoří Chentej na severovýchodě Mongolska, vysoká 2445 metrů. Hora se nachází na rozhraní stepí a sibiřské tajgy. Její název znamená v mongolštině „Boží vrba“, bývá také nazývána „vládce Chenteje“. Vyskytuje se zde množství vzácných druhů rostlin a živočichů, např. kabar pižmový, orel volavý nebo jeřáb bílý. Okolo hory se nachází přísně chráněné území o rozloze přes dvanáct tisíc čtverečních kilometrů. Vrcholem prochází rozvodí mezi Severním ledovým oceánem a Tichým oceánem.
Mongolové ji uctívali již ve starověku, podle Tajné kroniky Mongolů se zde narodil Čingischán a na neznámém místě v její blízkosti byl také pohřben. Hora je poutním místem buddhistů i šamanistů, nacházejí se zde posvátné kamenné mohyly ovó. Pro svůj historický a kulturní význam byl Burchan Chaldun s okolím (celkem 4430 km²) roku 1995 vyhlášen národní památkou a v roce 2015 zapsán na seznam Světové dědictví. Dle legend se zde narodil i je pohřben Čingischán.